# Gaël Andonian
Gaël Andonian (Marsiglia, 7 febbraio 1995) è un calciatore francese naturalizzato armeno, difensore dell'UGA Ardziv.

## Caratteristiche tecniche
È un difensore centrale.

## Carriera

### Club
È stato chiamato in prima squadra per la prima volta per una partita di campionato del 16 settembre 2012 contro il Nancy, rimanendo però inutilizzato. Successivamente venne convocato per una partita di UEFA Europa League contro l'AEL Limassol.

### Nazionale
Nel 2011 ha giocato 2 amichevoli con la Francia Under-16.
Il 26 febbraio 2015 il presidente della federazione armena di calcio Ruben Hayrapetyan ha annunciato che il giocatore si sarebbe trovato a Erevan il 21 marzo per ricevere la cittadinanza armena e ufficialmente unirsi alla nazionale maggiore. Otto giorni dopo ha ricevuto la sua prima convocazione per la partita contro l'Albania valida per le qualificazioni al campionato europeo di calcio 2016.